# Nova Olímpia (Paraná)
Nova Olímpia é um município brasileiro do estado do Paraná.

## Geografia
Localiza-se à latitude 23º28'19" sul e à longitude 53º05'19" oeste e fica a 438 metros de altitude. Sua população, estimada em 2016, é de 5.806 habitantes, distribuídos em 134,39 km² de área.